# Mario Stefel
Mario Stefel (* 8. Februar 1996) ist ein österreichischer Fußballspieler.

## Karriere
Stefel begann seine Karriere beim VfB Admira Wacker Mödling. Zur Saison 2007/08 wechselte er in die Jugend des SK Rapid Wien, bei dem er ab der Saison 2010/11 auch in der Akademie spielte. Im Februar 2012 wechselte er in die Jugend des SC Team Wiener Linien.
Zur Saison 2013/14 wechselte Stefel zu den fünftklassigen Amateuren des SC Wiener Neustadt. In seiner ersten Saison bei Wiener Neustadt II kam er zu 19 Einsätzen in der 2. Landesliga, in denen er zwei Tore erzielte. In der Saison 2014/15 kam er zu 25 Einsätzen in der fünfthöchsten Spielklasse und traf dabei acht Mal. Zur Saison 2015/16 rückte er in den Profikader des Zweitligisten auf. Sein Debüt in der zweiten Liga gab er im August 2015, als er am sechsten Spieltag jener Saison gegen den FC Liefering in der 80. Minute für Danijel Klarić eingewechselt wurde. Im September 2015 erzielte er bei einer 3:1-Niederlage gegen den SC Austria Lustenau sein erstes Tor in der zweithöchsten Spielklasse. Bis Saisonende kam er zu 23 Einsätzen für die Profis, in denen er drei Tore erzielte, zudem absolvierte er drei Spiele für die Amateure und machte dabei zwei Treffer.
In der Spielzeit 2016/17 kam er zu 31 Einsätzen in der zweiten Liga, in denen er fünf Tore erzielte. In der Saison 2017/18 absolvierte er 29 Zweitligaspiele für Wiener Neustadt und traf dabei fünf Mal. Mit den Niederösterreichern erreichte er in jener Spielzeit die Aufstiegsrelegation, in der man aber am Bundesligisten SKN St. Pölten scheiterte. Stefel kam in der Relegation im Hinspiel zum Einsatz. In jener Spielzeit kam er zudem noch zwei Mal für die Amateure zum Einsatz, die am Saisonende aus der fünfthöchsten Spielklasse abstiegen. In der Saison 2018/19 kam Stefel zu 21 Einsätzen in der 2. Liga und erzielte dabei fünf Tore. Wiener Neustadt stieg zu Saisonende jedoch zwangsweise in die Regionalliga ab, woraufhin er den Verein nach 104 Zweitligapartien verließ.
Zur Saison 2019/20 wechselte er daraufhin zum Zweitligisten SV Horn. Nach einer Saison bei Horn wechselte er zur Saison 2020/21 zum Bundesligisten SCR Altach. In eineinhalb Jahren in Altach kam er zu 19 Einsätzen in der Bundesliga, zudem spielte er in der Saison 2021/22 13 Mal für die Amateure in der Vorarlbergliga.
Im Jänner 2022 wechselte Stefel zum Zweitligisten FC Dornbirn 1913. Für Dornbirn kam er bis Saisonende zu zwölf Zweitligaeinsätzen, in denen er zwei Tore erzielte. Nach der Saison 2021/22 verließ er den Verein wieder. Im August 2022 wechselte der Offensivspieler nach Liechtenstein zum in der vierten Schweizer Liga spielenden USV Eschen-Mauren. Für Eschen kam er zu 18 Einsätzen in der 1. Liga. Nach der Saison 2022/23 verließ er das Team wieder.
Zur Saison 2023/24 wechselte er zum viertklassigen ASV Siegendorf.